# Elecció general
Una elecció general és una elecció en la qual es trien votant tots o la majoria dels membres d'un òrgan polític determinat. El terme s'utilitza generalment per referir-se a les eleccions celebrades per al cos legislatiu principal d'una nació, a diferència de les eleccions parcials i les eleccions locals. En la majoria dels sistemes, les eleccions generals són eleccions programades periòdicament on s'escullen alhora un cap de govern (com ara el president o el primer ministre) i alguns o tots els membres d'una legislatura. En ocasions, les dates de les eleccions generals poden coincidir amb les dates de les eleccions dins de diferents divisions administratives, com ara les eleccions locals.